# Zack Attack
Zack Attack è un album di Zachary Richard, pubblicato dalla Apache Records nel 1984. Il disco fu registrato allo Studio Continental di Parigi (Francia) nel 1984.

## Tracce
Lato A
1. Keep Me Jumping (Fais-moi danser) – 3:33 (Zachary Richard)
2. Esmeralda – 3:07 (Zachary Richard, Pierre Grosz)
3. I Yi Yi – 2:29 (Clifton Chenier)
4. Dear Darling – 4:46 (Claude-Michel Schönberg, Zachary Richard)
5. Zydeco Party – 4:57 (Zachary Richard)

Lato B
1. Joe pitre a deux femmes – 3:23 (Brano tradizionale, arrangiamenti Zachary Richard)
2. Tell Everybody (C'est pas la peine) – 2:51 (James Trussart, Zachary Richard, Jean-Paul Drand, Patrice Aillot)
3. Hold On (La tigresse) – 4:30 (Claude-Michel Schönberg, Zachary Richard)
4. Rock It Out (Laissez le bon temps rouler) – 2:32 (Zachary Richard)
5. Save Me, Sarah (Sauve-moi, Sarah) – 5:07 (Zachary Richard, Claude-Michel Schönberg)

## Musicisti
- Zachary Richard - accordion, chitarra acustica, pianoforte, armonica, voce
- Basile Leroux - chitarra
- Craig Légé - tastiere
- Didier Alexandre - basso
- Joe Hammer - batteria
- Michel Séguin - percussioni
- Jocelyne Bérouard - accompagnamento vocale, cori
- Carole Federicks - accompagnamento vocale, cori
- Maria Popkiewicz - accompagnamento vocale, cori
- Lisa Ruiz - accompagnamento vocale, cori